# Redheadia quercus
Redheadia quercus är en svampart som beskrevs av Y. Suto & Suyama 2005. Redheadia quercus ingår i släktet Redheadia och familjen Sclerotiniaceae.   Inga underarter finns listade i Catalogue of Life.